# Projectie van Bonne
De projectie van Bonne is een zogenaamde onechte kegelprojectie, een kaartprojectie die veel werd gebruikt voor het afbeelden van grote landen.
De projectie wordt gegeven door de volgende formules:
{\displaystyle x\,=R\,\sin \,\epsilon }
{\displaystyle y\,={\frac {1}{\tan \,\beta _{0}}}-R\,\cos \,\epsilon }
met
{\displaystyle R\,={\frac {1}{\tan \,\beta _{0}}}+\beta _{0}-\beta }
{\displaystyle \epsilon \,={\frac {(\lambda -\lambda _{0})\,\cos \,\beta }{R}}}
De keuze van de centrale meridiaan {\displaystyle \lambda _{0}\ } (hiernaast: 0) bepaalt de verdeling van de landen over de kaart, de keuze van de standaardparallel {\displaystyle \beta _{0}\ } (hiernaast: 45 graden) bepaalt (ook) de vorm van de kaart. Bij 90 of -90 graden ontstaat een hartvorm met een scherpe insnede; deze staat bekend als de projectie van Werner.